# Halterofilismo nos Jogos da Commonwealth de 2018
O halterofilismo nos Jogos da Commonwealth de 2018 foi realizado no Centro de Esportes e Lazer de Carrara em Gold Coast, na Austrália, entre 5 de abril e 9 de abril. Oito categorias para homens e oito para mulheres foram disputadas, marcando a primeira vez que os eventos foram equalizados entre os gêneros.

## Medalhistas
Masculino
| Evento                  | Ouro                             | Prata                            | Bronze                           |
| Até 56 kg detalhes      | Azroy Hazalwafie MAS Malásia     | Gururaja Poojary IND Índia       | Chaturanga Lakmal SRI Sri Lanka  |
| Até 62 kg detalhes      | Muhamad Aznil Bidin MAS Malásia  | Morea Baru PNG Papua-Nova Guiné  | Talha Talib PAK Paquistão        |
| Até 69 kg detalhes      | Gareth Evans WAL País de Gales   | Indika Dissanayake SRI Sri Lanka | Deepak Lather IND Índia          |
| Até 77 kg detalhes      | Sathish Sivalingam IND Índia     | Jack Oliver ENG Inglaterra       | François Etoundi AUS Austrália   |
| Até 85 kg detalhes      | Ragala Venkat Rahul IND Índia    | Don Opeloge SAM Samoa            | Fazrul Azrie Mohdad MAS Malásia  |
| Até 94 kg detalhes      | Steven Kari PNG Papua-Nova Guiné | Boady Santavy CAN Canadá         | Vikas Thakur IND Índia           |
| Até 105 kg detalhes     | Sanele Mao SAM Samoa             | Pardeep Singh IND Índia          | Owen Boxall ENG Inglaterra       |
| Mais de 105 kg detalhes | David Liti NZL Nova Zelândia     | Lauititi Lui SAM Samoa           | Muhammad Nooh Butt PAK Paquistão |

Feminino
| Evento                 | Ouro                            | Prata                                  | Bronze                                      |
| Até 48 kg detalhes     | Saikhom Mirabai Chanu IND Índia | Roilya Ranaivosoa MRI Maurício         | Dinusha Gomes SRI Sri Lanka                 |
| Até 53 kg detalhes     | vago                            | Dika Toua PNG Papua-Nova Guiné         | Rachel Leblanc-Bazinet CAN Canadá           |
| Até 58 kg detalhes     | Tia-Clair Toomey AUS Austrália  | Tali Darsigny CAN Canadá               | Jenly Tegu Wini SOL Ilhas Salomão           |
| Até 63 kg detalhes     | Maude Charron CAN Canadá        | Zoe Smith ENG Inglaterra               | Mona Pretorius RSA África do Sul            |
| Até 69 kg detalhes     | Punam Yadav IND Índia           | Sarah Davies ENG Inglaterra            | Apolonia Vaivai FIJ Fiji                    |
| Até 75 kg detalhes     | Emily Godley ENG Inglaterra     | Marie-Ève Beauchemin-Nadeau CAN Canadá | Laura Hughes WAL País de Gales              |
| Até 90 kg detalhes     | Eileen Cikamatana FIJ Fiji      | Kaity Fassina AUS Austrália            | Clementine Meukeugni Noumbissi CMR Camarões |
| Mais de 90 kg detalhes | Feagaiga Stowers SAM Samoa      | Charisma Amoe-Tarrant NRU Nauru        | Emily Campbell ENG Inglaterra               |

## Quadro de medalhas
| Ordem | País             | Medalha de ouro | Medalha de prata | Medalha de bronze | Total |
| ----- | ---------------- | --------------- | ---------------- | ----------------- | ----- |
| 1     | Índia            | 3               | 2                | 2                 | 7     |
| 2     | Samoa            | 2               | 2                |                   | 4     |
| 3     | Papua-Nova Guiné | 2               | 1                |                   | 3     |
| 4     | Malásia          | 2               |                  | 1                 | 3     |
| 5     | Inglaterra       | 1               | 3                | 2                 | 6     |
| 5     | Canadá           | 1               | 4                |                   | 5     |
| 7     | Austrália        | 1               | 1                | 1                 | 3     |
| 8     | Fiji             | 1               |                  | 1                 | 2     |
|       | País de Gales    | 1               |                  | 1                 | 2     |
| 10    | Nova Zelândia    | 1               |                  |                   | 1     |
| 11    | Sri Lanka        |                 | 1                | 3                 | 4     |
| 12    | Maurícia         |                 | 1                |                   | 1     |
|       | Nauru            |                 | 1                |                   | 1     |
| 14    | Paquistão        |                 |                  | 2                 | 2     |
| 15    | África do Sul    |                 |                  | 1                 | 1     |
|       | Camarões         |                 |                  | 1                 | 1     |
|       | Ilhas Salomão    |                 |                  | 1                 | 1     |
| TOTAL | TOTAL            | 15              | 16               | 16                | 47    |

## Doping
Originalmente a indiana Khumukcham Sanjita Chanu conquistou a medalha de ouro na categoria até 53 kg feminino, mas testou positivo para testosterona e agentes mascarados e foi desqualificada da prova. A medalha deverá ser remanejada para Dika Toua, de Papua-Nova Guiné, em uma situação semelhante aos Jogos da Commonwealth de 2014, quando Toua também herdou a medalha de ouro após a desclassificação da nigeriana Chika Amalaha também por doping. A prata será entregue a canadense Rachel Leblanc-Bazinet e a cingalesa Chamari Warnakulasuriya herdará a medalha de bronze.